# Alessandro Caccia
Alessandro Caccia, noto anche con lo pseudonimo di Il Conte (Ferrara, 29 maggio 1988), è un pugile italiano professionista, campione italiano FPI nel 2015 nella categoria dei pesi welter.

## Carriera pugilistica

### Carriera da dilettante
Alessandro Caccia è nato da famiglia calabrese il 29 maggio 1988 a Ferrara.
Ha cominciato a praticare il pugilato all'età di 13 anni nella palestra nel Pugilistica Padana dei fratelli Massimiliano e Alessandro Duran.
Nel 2003, a 15 anni comincia i primi combattimenti e viene premiato con la targa Panathlon International come giovane atleta. Partecipa ai tornei regionali e nazionali, vincendo i regionali e a 17 anni, nel 2005, sul ring di Napoli, conquista il titolo italiano dilettantistico portandolo a Ferrara dopo 45 anni.
La Federazione Pugilistica Italiana lo convoca ad Assisi a far parte della Nazionale italiana.
Nel 2008 si disputa l’incontro Italia-Russia presso il Palasport di Ferrara; la squadra azzurra è in gara con Alessandro Caccia, Domenico Valentino, Clemente Russo e Roberto Cammarelle.
Vince l'Italia e Alessandro Caccia viene premiato con la coppa A.S.I. come miglior pugile della serata.
Nel 2009, nel centro sportivo di Lignano Sabbiadoro, conquista il titolo italiano universitario.

### Carriera da professionista
Nell'ottobre 2010 entra nella scuderia di Salvatore Cherchi, manager internazionale della OPI 2000 con sede a Milano.
A dicembre dello stesso anno, al Palazzetto dello Sport di Santa Maria Maddalena, esordisce come pugile professionista contro il ceco Milan Ruso vincendo per K.O. tecnico al primo round.
Il 28 febbraio 2015 combatte nel Teatro Principe di Milano contro Renato De Donato, beniamino di casa, conquistando il titolo di campione mondialino latino-americano WBC.
Il 4 luglio dello stesso anno, sempre al Teatro Principe, sconfigge Giacomo Mazzoni dopo 1 minuto e 40 secondi della prima ripresa, diventando campione italiano dei pesi welter, raggiungendo inoltre il quarto posto nel ranking del pugilato italiano..

## Risultati
| N. | Risultato | Record | Avversario             | Tipo | Data              | Località                                  | Note                                            |
| -- | --------- | ------ | ---------------------- | ---- | ----------------- | ----------------------------------------- | ----------------------------------------------- |
| 21 | Vittoria  | 18-2-1 | Ricardo Pompeo Mellone | PTS  | 3 aprile 2021     | Palasport di Ferrara                      |                                                 |
| 20 | Sconfitta | 17-2-1 | Yannick Dehez          | KO   | 16 marzo 2019     | Palais des Sports, Toulouse               | Titolo internazionale pesi welter IBO vacante   |
| 19 | Vittoria  | 17-1-1 | Ognjen Raukovic        | TD   | 13 ottobre 2018   | Staples Center, Bonemerse                 |                                                 |
| 18 | Vittoria  | 16-1-1 | Edoardo Del Vecchio    | SD   | 25 marzo 2018     | Teatro Principe di Milano                 |                                                 |
| 17 | Vittoria  | 15-1-1 | Nerdin Fejzovic        | PTS  | 18 novembre 2017  | Palasport di Cento                        |                                                 |
| 16 | Pareggio  | 14-1-1 | Michele Esposito       | TD   | 31 ottobre 2015   | Pala Hilton Pharma, Ferrara               | Titolo italiano pesi welter                     |
| 15 | Vittoria  | 14-1   | Giacomo Mazzoni        | KO   | 4 luglio 2015     | Teatro Principe di Milano                 | Vince il titolo italiano pesi welter            |
| 14 | Vittoria  | 13-1   | Renato De Donato       | TKO  | 28 febbraio 2015  | Teatro Principe di Milano                 | Vince il titolo mondialino Latino-Americano WBC |
| 13 | Sconfitta | 12-1   | Ivans Levickis         | KO   | 27 settembre 2014 | PalaMalè, Viterbo                         |                                                 |
| 12 | Vittoria  | 12-0   | Laszlo Fazekas         | PTS  | 17 maggio 2014    | Palafijlkam, Ostia                        |                                                 |
| 11 | Vittoria  | 11-0   | Konstantins Sakara     | PTS  | 22 marzo 2014     | Palasport, Pontedera                      |                                                 |
| 10 | Vittoria  | 10-0   | Arvydas Trizno         | UD   | 21 dicembre 2013  | PalaBadminton, Milano                     |                                                 |
| 9  | Vittoria  | 9-0    | Almin Kovacevic        | TKO  | 27 luglio 2013    | Campo Scuola, Ferrara                     |                                                 |
| 8  | Vittoria  | 8-0    | Roberto Ruffini        | DQ   | 15 giugno 2013    | Campo Sportivo Comunale, Bertinoro        |                                                 |
| 7  | Vittoria  | 7-0    | Lajos Orsos            | TKO  | 23 marzo 2013     | Palasport di Ferrara                      |                                                 |
| 6  | Vittoria  | 6-0    | Almin Kovacevic        | TKO  | 27 ottobre 2012   | Palasport Arcella, Padova                 |                                                 |
| 5  | Vittoria  | 5-0    | Giuseppe Rauseo        | PTS  | 27 luglio 2012    | Lido di Spina provincia di Ferrara        |                                                 |
| 4  | Vittoria  | 4-0    | Jan Balog              | PTS  | 31 marzo 2012     | Palasport di Ferrara                      |                                                 |
| 3  | Vittoria  | 3-0    | Jozsef Gerebecz        | PTS  | 18 novembre 2011  | Bocciodromo Comunale, Sant'Angelo in Vado |                                                 |
| 2  | Vittoria  | 2-0    | Aleksandrs Radjuks     | TKO  | 2 aprile 2011     | Palasport di Ferrara                      |                                                 |
| 1  | Vittoria  | 1-0    | Milan Ruso             | TKO  | 10 dicembre 2010  | Occhiobello, Italia                       |                                                 |